# 리가 1 (인도네시아)
리가 1(인도네시아어: Liga 1)은 인도네시아의 프로 축구 최상위 리그로 인도네시아의 국영은행인 BRI(Bank Rakyat Indonesia)의 후원에 따라 공식적으로 BRI 리가 1(BRI Liga 1)으로 부르고 있다.

## 구성
현재 18개팀이 참가하고 있으며 2부 리그인 리가 2와 승강제를 실시하고 있다.
2010-11 시즌 무렵에 발족한 리가 프리메르 인도네시아와 경쟁 관계에 있었는데 2011-12 시즌부터 인도네시아 축구 협회가 리가 프리메르 인도네시아를 대체하여 만들어진 인도네시아 프리미어리그를 공식적인 1부 리그로 승인함에 따라 1부 리그로서의 자격을 상실했다가 2013년 인도네시아 프리미어리그의 폐지로 2014년부터 다시 인도네시아의 단일 최상위 리그가 되었다.

## 2024–25 시즌 참가 팀
- 아레마 FC
- 발리 유나이티드 FC
- 바리토 푸테라
- 바양카라 FC
- 보르네오 사마린다
- 마두라 유나이티드 FC
- 페르세바야 수라바야
- 페르셀라 라몽간
- 페르십 반둥
- 페르시자 자카르타
- 페르식 케디리
- 페르시카보 1973
- 페르시푸라 자야푸라
- 페르시라자 반다 아체
- 페르시타 탕그랑
- PSIS 세마랑
- PSM 마카사르
- PSS 슬레만

## 같이 보기
- 축구 대회 목록